# Kurukulle
Kurukullā in Tibetano: Ku-ru-ku-le o Ri-bYed-
ma (colei che causa la conoscenza), in cinese: 作明佛母 (ma anche nota come 咕汝咕列佛母 o 蓮花空行母).

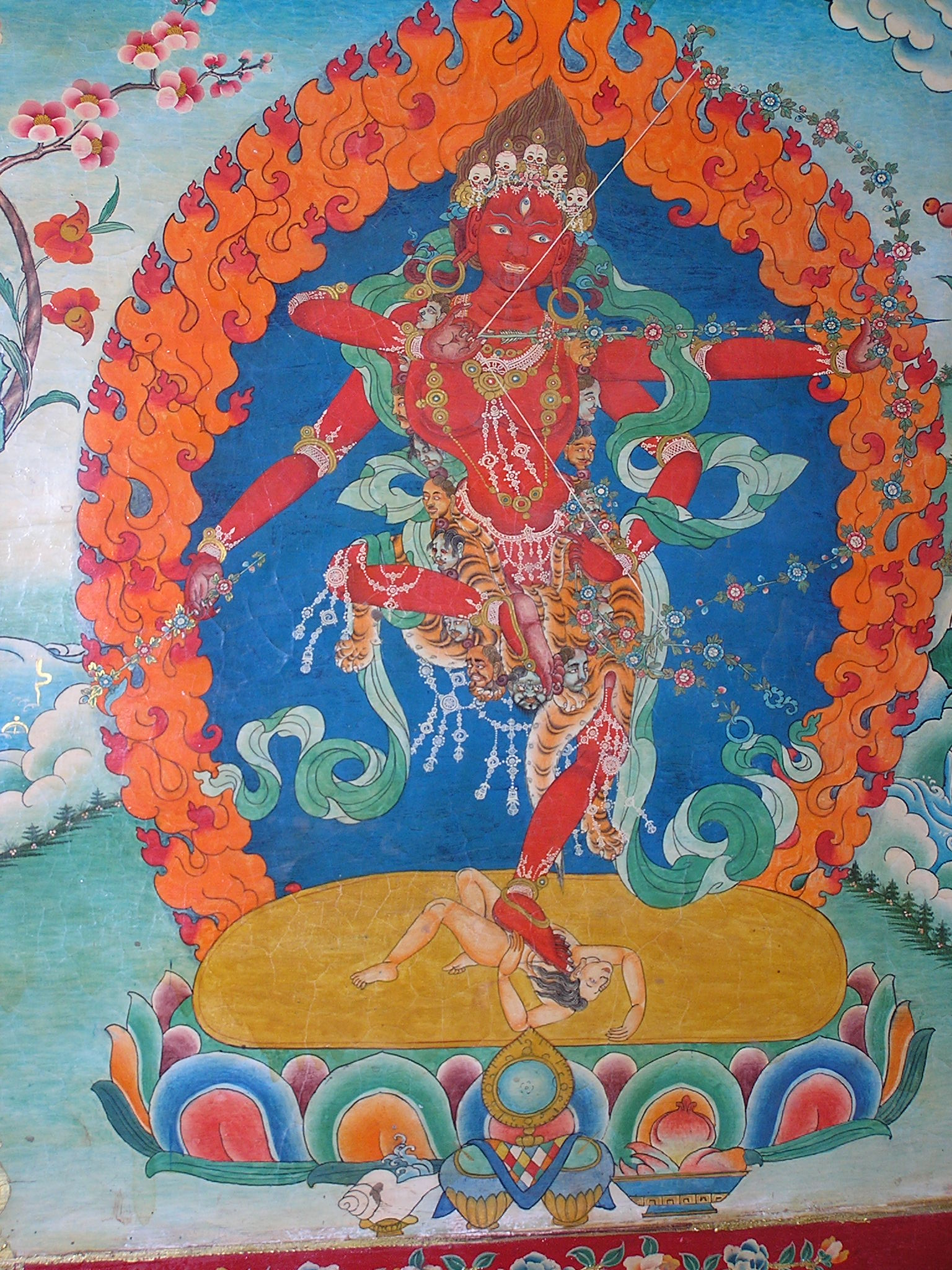
Kurukullā - pantheon shivaita.

Figura originaria dell'Uddiyana dove anche molte altre divinità del pantheon shivaita si trasformarono e furono adattate al Buddismo Vajrayāna. Il suo culto è diffuso in Tibet.
Il suo mantra è: 
Om Kurukulle hrī svāhā
Spesso viene confusa con altre Ḍākinī per il portamento e per la nudità coperta da teschi e ossa umane. Sovente però la posizione in cui viene rappresentata ha la gamba destra sollevata (ma non sempre), al contrario delle dakini.
Come queste però è un Yidam, ovvero un essere generato dalla meditazione che ha lo scopo di risvegliare il meditante.
Talora viene considerata una dei 21 aspetti di Tara.
Popolarmente il suo culto è associato all'amore passionale.

## Iconografia
Viene rappresentata come una ragazza di sedici anni, con una faccia (che rappresenta la non-dualità e la conoscenza al di là del bene e del male), pelle rossa (indicante la sua potenzialità magica), nuda (ovvero non costretta dalla ragione discorsiva), con quattro braccia (che rappresentano i Brahmavihara, o quattro incomparabili stati mentali: gioia, equanimità, amore e compassione), porta un arco e una freccia coperti di fiori (per indicare la sua capacità di suscitare il desiderio negli altri), con una mano tiene un laccio fiorito (a imitazione del laccio di Avalokiteśvara) e una bacchetta anch'essa fiorita.
Il capo è cinto con cinque crani rappresentanti le prime cinque perfezioni, dove Kurukulle stessa rappresenta la sesta, la Perfezione della Saggezza (Prajñaparamita).
La sua danza rappresenta l'attività energetica che si diffonde sia nel Saṃsāra che nel Nirvāṇa.
Il cadavere su cui danza rappresenta l'Ego oramai sconfitto.